# Anisogaster latesellatus
Anisogaster latesellatus là một loài bọ cánh cứng trong họ Cerambycidae.